# Martín Rivas
Martín Sebastián Rivas Fernández (Montevideo, 17 febbraio 1977) è un ex calciatore uruguaiano, di ruolo difensore.

## Carriera

### Club
Inizia la sua carriera nel Danubio, squadra della sua città natale, Montevideo, dove resta per tre stagioni.
Nel gennaio 1998 passa all'Inter. Fa il suo esordio con i Nerazzurri il 21 gennaio, subentrando a sette minuti dalla fine del ritorno dei quarti di finale di Coppa Italia contro il Milan. Gioca altre due partite fino alla fine della stagione: il ritorno dei quarti di finale di Coppa UEFA, poi vinta dalla squadra meneghina, contro lo Schalke 04 e l'ultima partita di campionato contro l'Empoli.
In estate passa in prestito al Perugia, in cui gioca con continuità, ottenendo la salvezza all'ultima giornata del campionato 1998-1999.
Fa ritorno all'Inter nella stagione 1999-2000, restando tuttavia ai margini della rosa e non scendendo mai in campo.
Nella stagione 2000-2001 si accasa al Málaga, dove colleziona 7 presenze tra campionato e coppa nazionale.
Lascia l'Europa nel 2002 per trasferirsi al Peñarol. Passa la restante parte della carriera in Uruguay, giocando per Deportivo Maldonado, River Plate Montevideo e Bella Vista.

### Nazionale
Fa parte della squadra che partecipa al Mondiale Under-20 1997 in Malesia.
Viene convocato nella nazionale maggiore per partecipare alla Confederations Cup 1997, in cui esordisce nell'ultima gara del girone eliminatorio contro il Sudafrica.

## Statistiche

### Presenze e reti nei club
| Stagione                      | Squadra                       | Campionato                    | Campionato | Campionato | Coppe nazionali | Coppe nazionali | Coppe nazionali | Coppe continentali | Coppe continentali | Coppe continentali | Altre coppe | Altre coppe | Altre coppe | Totale | Totale |
| Stagione                      | Squadra                       | Comp                          | Pres       | Reti       | Comp            | Pres            | Reti            | Comp               | Pres               | Reti               | Comp        | Pres        | Reti        | Pres   | Reti   |
| ----------------------------- | ----------------------------- | ----------------------------- | ---------- | ---------- | --------------- | --------------- | --------------- | ------------------ | ------------------ | ------------------ | ----------- | ----------- | ----------- | ------ | ------ |
| 1995                          | Danubio                       | PD                            | 5          | 0          | -               | -               | -               | -                  | -                  | -                  | -           | -           | -           | 5      | 0      |
| 1996                          | Danubio                       | PD                            | 25         | 3          | -               | -               | -               | -                  | -                  | -                  | -           | -           | -           | 25     | 3      |
| 1997                          | Danubio                       | PD                            | 20         | 2          | -               | -               | -               | CC                 | 1+                 | 0                  | -           | -           | -           | 21+    | 2      |
| Totale Danubio                | Totale Danubio                | Totale Danubio                | 50         | 5          |                 | -               | -               |                    | 1+                 | 0                  |             | -           | -           | 51+    | 5      |
| gen.-giu. 1998                | Inter                         | A                             | 1          | 0          | CI              | 1               | 0               | CU                 | 1                  | 0                  | -           | -           | -           | 3      | 0      |
| 1998-1999                     | Perugia                       | A                             | 26         | 0          | CI              | 1               | 0               | -                  | -                  | -                  | -           | -           | -           | 27     | 0      |
| 1999-2000                     | Inter                         | A                             | 0          | 0          | CI              | 0               | 0               | -                  | -                  | -                  | -           | -           | -           | 0      | 0      |
| Totale Inter                  | Totale Inter                  | Totale Inter                  | 1          | 0          |                 | 1               | 0               |                    | 1                  | 0                  |             | -           | -           | 3      | 0      |
| 2000-2001                     | Málaga                        | PD                            | 6          | 0          | CR              | 1               | 0               | -                  | -                  | -                  | -           | -           | -           | 7      | 0      |
| 2002                          | Peñarol                       | PD                            | 11         | 0          | -               | -               | -               | CL                 | 2                  | 0                  | -           | -           | -           | 13     | 0      |
| 2003                          | Deportivo Maldonado           | PD                            | 26         | 3          | -               | -               | -               | -                  | -                  | -                  | -           | -           | -           | 26     | 3      |
| 2004                          | Deportivo Maldonado           | PD                            | 0          | 0          | -               | -               | -               | -                  | -                  | -                  | -           | -           | -           | 0      | 0      |
| 2005                          | River Plate Montevideo        | PD                            | 6          | 0          | -               | -               | -               | -                  | -                  | -                  | -           | -           | -           | 6      | 0      |
| 2005-2006                     | River Plate Montevideo        | PD                            | 13         | 0          | -               | -               | -               | -                  | -                  | -                  | -           | -           | -           | 13     | 0      |
| Totale River Plate Montevideo | Totale River Plate Montevideo | Totale River Plate Montevideo | 19         | 0          |                 | -               | -               |                    | -                  | -                  |             | -           | -           | 19     | 0      |
| 2006-2007                     | Deportivo Maldonado           | SD                            | 7          | 0          | -               | -               | -               | -                  | -                  | -                  | -           | -           | -           | 7      | 0      |
| ago.-dic. 2007                | Deportivo Maldonado           | SD                            | 0          | 0          | -               | -               | -               | -                  | -                  | -                  | -           | -           | -           | 0      | 0      |
| Totale Deportivo Maldonado    | Totale Deportivo Maldonado    | Totale Deportivo Maldonado    | 33         | 3          |                 | -               | -               |                    | -                  | -                  |             | -           | -           | 33     | 3      |
| gen.-giu. 2008                | Bella Vista                   | PD                            | 0          | 0          | -               | -               | -               | -                  | -                  | -                  | -           | -           | -           | 0      | 0      |
| 2008-2009                     | Bella Vista                   | PD                            | 0          | 0          | -               | -               | -               | -                  | -                  | -                  | -           | -           | -           | 0      | 0      |
| 2009-2010                     | Bella Vista                   | SD                            | 0          | 0          | -               | -               | -               | -                  | -                  | -                  | -           | -           | -           | 0      | 0      |
| Totale Bella Vista            | Totale Bella Vista            | Totale Bella Vista            | 0          | 0          |                 | -               | -               |                    | -                  | -                  |             | -           | -           | 0      | 0      |
| Totale carriera               | Totale carriera               | Totale carriera               | 146        | 8          |                 | 3               | 0               |                    | 4+                 | 0                  |             | -           | -           | 153+   | 8+     |

### Cronologia presenze e reti in nazionale
| Cronologia completa delle presenze e delle reti in nazionale ― Uruguay | Cronologia completa delle presenze e delle reti in nazionale ― Uruguay | Cronologia completa delle presenze e delle reti in nazionale ― Uruguay | Cronologia completa delle presenze e delle reti in nazionale ― Uruguay | Cronologia completa delle presenze e delle reti in nazionale ― Uruguay | Cronologia completa delle presenze e delle reti in nazionale ― Uruguay | Cronologia completa delle presenze e delle reti in nazionale ― Uruguay | Cronologia completa delle presenze e delle reti in nazionale ― Uruguay |
| Data                                                                   | Città                                                                  | In casa                                                                | Risultato                                                              | Ospiti                                                                 | Competizione                                                           | Reti                                                                   | Note                                                                   |
| ---------------------------------------------------------------------- | ---------------------------------------------------------------------- | ---------------------------------------------------------------------- | ---------------------------------------------------------------------- | ---------------------------------------------------------------------- | ---------------------------------------------------------------------- | ---------------------------------------------------------------------- | ---------------------------------------------------------------------- |
| 17-12-1997                                                             | Riad                                                                   | Uruguay                                                                | 4 – 3                                                                  | Sudafrica                                                              | Conf. Cup 1997 - 1º turno                                              | -                                                                      |                                                                        |
| Totale                                                                 |                                                                        | Presenze                                                               | 1                                                                      |                                                                        | Reti                                                                   | 0                                                                      |                                                                        |

| Cronologia completa delle presenze e delle reti in nazionale ― Uruguay under 20 | Cronologia completa delle presenze e delle reti in nazionale ― Uruguay under 20 | Cronologia completa delle presenze e delle reti in nazionale ― Uruguay under 20 | Cronologia completa delle presenze e delle reti in nazionale ― Uruguay under 20 | Cronologia completa delle presenze e delle reti in nazionale ― Uruguay under 20 | Cronologia completa delle presenze e delle reti in nazionale ― Uruguay under 20 | Cronologia completa delle presenze e delle reti in nazionale ― Uruguay under 20 | Cronologia completa delle presenze e delle reti in nazionale ― Uruguay under 20 |
| Data                                                                            | Città                                                                           | In casa                                                                         | Risultato                                                                       | Ospiti                                                                          | Competizione                                                                    | Reti                                                                            | Note                                                                            |
| ------------------------------------------------------------------------------- | ------------------------------------------------------------------------------- | ------------------------------------------------------------------------------- | ------------------------------------------------------------------------------- | ------------------------------------------------------------------------------- | ------------------------------------------------------------------------------- | ------------------------------------------------------------------------------- | ------------------------------------------------------------------------------- |
| 17-6-1997                                                                       | Shah Alam                                                                       | Uruguay under 20                                                                | 3 – 0                                                                           | Belgio under 20                                                                 | Mondiali Under-20 1997 - 1º turno                                               | -                                                                               |                                                                                 |
| 19-6-1997                                                                       | Shah Alam                                                                       | Malaysia under 20                                                               | 1 – 3                                                                           | Uruguay under 20                                                                | Mondiali Under-20 1997 - 1º turno                                               | -                                                                               |                                                                                 |
| 25-6-1997                                                                       | Shah Alam                                                                       | Uruguay under 20                                                                | 3 – 0                                                                           | Stati Uniti under 20                                                            | Mondiali Under-20 1997 - Ottavi di finale                                       | -                                                                               |                                                                                 |
| 29-6-1997                                                                       | Shah Alam                                                                       | Uruguay under 20                                                                | 1 – 1 dts (7 - 6 dtr)                                                           | Francia under 20                                                                | Mondiali Under-20 1997 - Quarti di finale                                       | -                                                                               |                                                                                 |
| 2-7-1997                                                                        | Shah Alam                                                                       | Uruguay under 20                                                                | 3 – 2 dts                                                                       | Ghana under 20                                                                  | Mondiali Under-20 1997 - Semifinale                                             | -                                                                               |                                                                                 |
| 5-7-1997                                                                        | Shah Alam                                                                       | Uruguay under 20                                                                | 1 – 2                                                                           | Argentina under 20                                                              | Mondiali Under-20 1997 - Finale                                                 | -                                                                               |                                                                                 |
| Totale                                                                          |                                                                                 | Presenze                                                                        | 6                                                                               |                                                                                 | Reti                                                                            | 0                                                                               |                                                                                 |

## Palmarès

### Club
- Coppa UEFA: 1

Inter: 1997-1998